# 贼小豆
贼小豆（学名：Vigna minima）为豆科豇豆屬下的一个种。

## 扩展阅读
- 維基物種上的相關：贼小豆